# The Precipice: Existential Risk and the Future of Humanity
The Precipice: Existential Risk and the Future of Humanity (El Precipicio: El Riesgo Existencial y el Futuro de la Humanidad) es un libro de no ficción publicado en 2020 por el filósofo australiano Toby Ord, investigador principal del Future of Humanity Institute de Oxford. Sostiene que la humanidad se enfrenta a riesgos sin precedentes en los próximos siglos y examina la importancia moral de salvaguardar el futuro de la humanidad.

## Resumen

### El precipicio
Ord sostiene que la humanidad se encuentra en un periodo singularmente peligroso de su desarrollo, que él denomina el Precipicio. Comenzando con la primera prueba de la bomba atómica en 1945, el Precipicio se caracteriza por una capacidad destructiva sin precedentes unida a una sabiduría y moderación inadecuadas. Ord predice que es probable que el Precipicio no dure más de unos pocos siglos, ya que la humanidad desarrollará rápidamente el autocontrol necesario o sucumbirá al riesgo de catástrofe que se acumula rápidamente. Ord estima que la crisis de los misiles cubanos de 1962, que los dirigentes de la época consideraban que tenía entre un 10 y un 50% de probabilidades de provocar una guerra nuclear, fue lo más cerca que ha estado la humanidad de la autodestrucción en sus 200.000 años de historia.

### Catástrofe existencial y riesgo existencial
Ord utiliza los conceptos de catástrofe existencial y riesgo existencial, citando sus definiciones de Nick Bostrom. La catástrofe existencial se refiere a la destrucción material del potencial a largo plazo de la humanidad, mientras que el riesgo existencial se refiere a la probabilidad de que un peligro determinado conduzca a una catástrofe existencial. La extinción humana es un mecanismo de catástrofe existencial, pero pueden imaginarse otros, como la distopía totalitaria permanente. Este concepto de catástrofe existencial se define estrictamente como una pérdida permanente e irreversible de potencial; por ejemplo, incluso un desastre que matara a la mayoría de los humanos no sería una catástrofe existencial según esta definición, siempre que los supervivientes acabaran recuperándose y reanudaran el progreso científico y tecnológico. Ord examina las inmensas implicaciones morales de la catástrofe existencial desde diversas perspectivas: la catástrofe existencial traicionaría simultáneamente todo lo que los humanos del pasado han construido, causaría un gran daño a los humanos existentes en ese momento y cercenaría la posibilidad de un vasto futuro floreciente entre las estrellas.

### Panorama del riesgo
Ord estima en 1 de cada 6 el riesgo total de que se produzca una catástrofe existencial en el próximo siglo. Esto incluye un riesgo existencial relativamente insignificante de catástrofes naturales, como el impacto de asteroides, pero está abrumadoramente dominado por el riesgo existencial antropogénico (causado por el hombre). Ord estima que el riesgo existencial asociado a la inteligencia artificial general no alineada será de 1 entre 10 durante el próximo siglo, superior a todas las demás fuentes de riesgo existencial combinadas. Otros riesgos existenciales antropogénicos son la guerra nuclear, las pandemias y el cambio climático.

### Respuesta
Ord afirma que la humanidad gasta menos del 0,001% del producto mundial bruto en intervenciones específicas de reducción del riesgo existencial. Sostiene que la motivación para financiar tales intervenciones se ve limitada por la insuficiente coordinación mundial, que podría mejorarse a través de instituciones mundiales especializadas. Además, intervenciones como la gobernanza de tecnologías emergentes peligrosas pueden requerir intrínsecamente una mayor coordinación mundial. Ord esboza una serie de recomendaciones políticas y de investigación destinadas a reducir el riesgo existencial. También explora varias formas en que los individuos pueden contribuir a la reducción del riesgo existencial, como la selección de carreras de alto impacto, la donación efectiva y la contribución a una conversación pública sobre el tema.

## Recepción
Una reseña en el Evening Standard calificó El precipicio de "contribución asombrosa y rigurosa".En The Spectator, Tom Chivers calificó El precipicio de "libro poderoso, escrito con el ojo de un filósofo para los contraargumentos, de modo que puede enfrentarse a ellos de antemano. El amor de Ord por la humanidad y su esperanza en el futuro son contagiosos, al igual que su horrorizado asombro ante lo cerca que hemos estado de destruirla".
En The Sunday Times, el periodista y escritor Bryan Appleyard se mostró escéptico ante parte de la filosofía moral del libro, afirmando: "Dudo que pueda redirigir a la humanidad de su camino autodestructivo", pero finalmente elogió el libro, calificándolo de "denso y a menudo apasionantemente escrito" y destacando el análisis científico de Ord como "ejemplar" El crítico Steven Carroll, de The Sydney Morning Herald, lo calificó de autorizado y accesible.
En una reseña publicada en The New Yorker en abril de 2020, durante la pandemia de coronavirus, se señalaba que el libro parecía "hecho para el momento actual" y se afirmaba que "los lectores pueden encontrar las secciones que argumentan por qué la humanidad merece ser salvada, y por qué estamos equipados para afrontar los retos, incluso más llamativas que la serie de cataclismos potenciales".